# Agave boscii
Agave boscii (sin. Agave geminiflora)  es una especie de planta suculenta de la familia de las agaváceas.

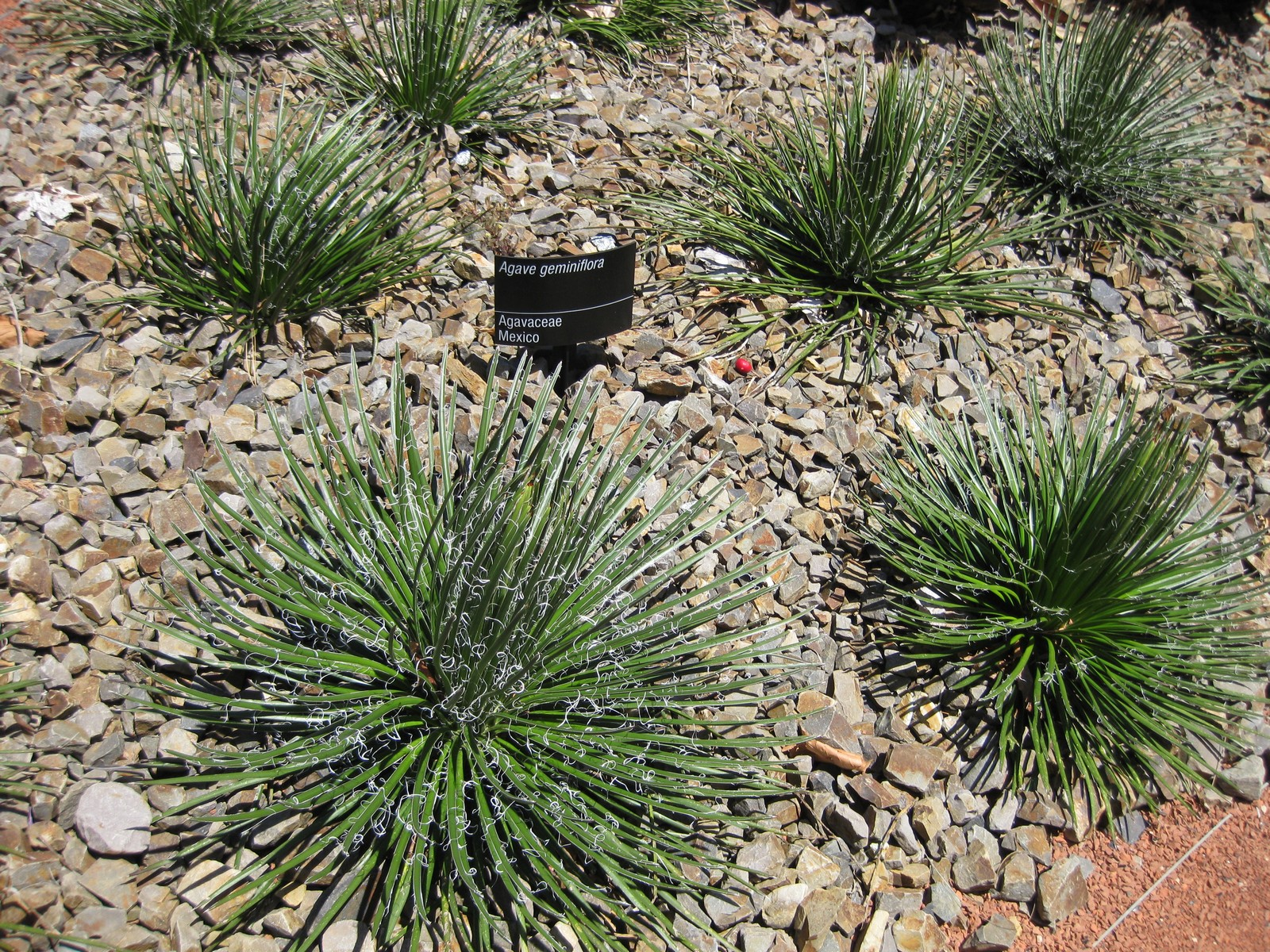
Vista de la planta

## Descripción
Presenta una roseta densa, formada por 100 a 200 hojas lineares, con los bordes convexos y de color verde oscuro con  líneas blancas. Las flores son de color amarillo con un toque de rojo, tienen de 5 a 6 cm de longitud y se disponen en la cima de una inflorescencia que alcanza de 2,5 a 3,5 m de altura.

## Distribución
Es nativa de México en Baja California y Nayarit donde se encuentra a una altitud de 1000-1400 m s. n. m.

## Taxonomía
Agave boscii fue descrito por Jens Wilken Hornemann
Etimología
Agave: nombre genérico que fue dado a conocer científicamente en 1753 por el naturalista sueco Carlos Linneo, quien lo tomó del griego Agavos. En la mitología griega, Ágave era una ménade hija de Cadmo, rey de Tebas que, al frente de una muchedumbre de bacantes, asesinó a su hijo Penteo, sucesor de Cadmo en el trono. La palabra agave alude, pues, a algo admirable o noble.
boscii: epíteto otorgado en honor del botánico francés Louis-Augustin Bosc d’Antic.
geminiflora: epíteto que proviene del latín y significa "flores dobles", se refiere al hecho de que las flores se agrupan a pares a lo largo de la inflorescencia. 
Sinonimia
- Agave angustissima Engelm.
- Agave geminiflora (Tagl.) Ker Gawl.
- Agave geminiflora var. filamentosa Hook.
- Agave geminiflora var. filifera A.Terracc.
- Bonapartea flagelliformis Henckel
- Bonapartea juncea Haw.
- Dracaena boscii (Hornem.) Zeyh.
- Dracaena filamentosa Scan. ex Schult. & Schult.f.
- Littaea geminiflora Tagl.
- Littaea juncea E.Morren
- Tillandsia juncea Willd. ex Steud.
- Yucca boscii Hornem.[3][4]